# حدوة الحصان الخشنة
حدوة الحصان الخشنة (باللاتينية: Hippocrepis scabra) نوع نباتي يتبع جنس حدوة الحصان من الفصيلة البقولية.

## الموئل والانتشار
ينتشر هذا النوع في المغرب العربي وجنوب إسبانيا.